# Люманов, Эмир Люманович
Эмир Люманович Люманов (1911—1941) — советский военный, участник Великой Отечественной войны. Первый крымский татарин, представленный к званию Героя Советского Союза.

## Биография
Эмир Люманов родился в 1911 году в деревне Актачи (ныне Фурмановка), Бахчисарайский район. В РККА с 1930 года (по другим данным — с 1933 года), член ВКП(б) с 1932 года.
Осенью 1940 года на ревизии 586-й полк, в составе которого был батальон старшего лейтенанта Люманова, занял первое место в дивизии по всем разновидностям боевой и политической подготовки. С началом Великой Отечественной войны 586-й стрелковой полк ушёл на фронт. 107-я стрелковая дивизия была направлена в Дорогобужский район, Смоленская область, и участвовала в Ельнинской наступательной операции. 20 июля 1941 года батальон Люманова впервые поучаствовал в бою.
Рядом с селом Каськово батальон Люманова разбил немецкий батальон и остановил продвижение противника. Этим боем руководил командир полка Иван Некрасов, который лично повёл в атаку одну из рот 1-го батальона Люманова, шедшую в авангарде, и нанёс противнику значительные потери. Бойцы Люманова взяли в плен 23 немецких солдата. Старший лейтенант Люманов с ротами лейтенантов Любова и Шереметьева овладели селом Черемисино.
11 августа после сильной артиллерийской подготовки 1-й батальон старшего лейтенанта Люманова начал штурм высоты 251,1, на западном склоне которой находились войска противника. Об этом героическом бое писала газета «Известия» 28 августа 1941 года. 31 августа батальон Люманова под хутором Волосково окружили численно превосходящие войска противника. Не имея достаточно продуктов питания и боеприпасов, батальон Люманова в течение четырёх дней вёл бои, нанося противнику контрудары. 5 сентября окружение было прорвано, но командир батальона старший лейтенант Эмир Люманов погиб, на следующий день советские войска освободили Ельню.
3 марта 1942 года командир полка майор Н. Галат и военком полка старший политрук Черных представили Эмира Люманова к званию Героя Советского Союза. Однако в ходе утверждения наградного листа 18 апреля 1942 года командир 5-й гвардейской дивизии генерал-майор Миронов и комиссар дивизии бригадный комиссар Евсеев вынесли заключение — достоин награждения правительственной наградой — орденом Ленина. В случае удовлетворения представления Эмир Люманов мог стать первым крымским татарином — Героем Советского Союза.
Старший лейтенант Эмир Люманов с воинскими почестями был похоронен на территории совхоза «Николаевское», Глинковский район, Смоленская область, а в 1952—1955 годах вместе с останками других погибших солдат был перезахоронен в братской могиле № 1 посёлка Глинка, в сквере железнодорожного вокзала, в 22 км от Ельни.